# Episodi di American Playhouse (sesta stagione)
La sesta stagione della serie televisiva American Playhouse è stata trasmessa in anteprima negli Stati Uniti d'America tra il 19 gennaio 1987 e il 15 giugno 1987.
| nº | Titolo originale             | Titolo italiano | Prima TV USA     | Prima TV Italia |
| -- | ---------------------------- | --------------- | ---------------- | --------------- |
| 1  | All My Sons                  |                 | 19 gennaio 1987  |                 |
| 2  | The Prodigious Hickey        |                 | 26 gennaio 1987  |                 |
| 3  | The Wide Net                 |                 | 2 febbraio 1987  |                 |
| 4  | Smooth Talk                  |                 | 9 febbraio 1987  |                 |
| 5  | A Mistaken Charity           |                 | 16 febbraio 1987 |                 |
| 6  | Eleanor: In Her Own Words    |                 | 9 marzo 1987     |                 |
| 7  | The Innocents Abroad         |                 | 23 marzo 1987    |                 |
| 8  | Story of a Marriage (Part 1) |                 | 6 aprile 1987    |                 |
| 9  | Story of a Marriage (Part 2) |                 | 13 aprile 1987   |                 |
| 10 | Story of a Marriage (Part 3) |                 | 13 aprile 1987   |                 |
| 11 | A Case of Libel              |                 | 4 maggio 1987    |                 |
| 12 | Charley's Aunt               |                 | 11 maggio 1987   |                 |
| 13 | Gal Young 'Un                |                 | 18 maggio 1987   |                 |
| 14 | The House of Blue Leaves     |                 | 25 maggio 1987   |                 |
| 15 | Blue Window                  |                 | 1º giugno 1987   |                 |
| 16 | Dottie                       |                 | 8 giugno 1987    |                 |
| 17 | Waiting for the Moon         |                 | 15 giugno 1987   |                 |